# Kertay Lajos
Kertay Lajos (1883. – ?) válogatott labdarúgó, középcsatár.

## Pályafutása

### Klubcsapatban
A Postás labdarúgója volt. Lendületes, vakmerő labdarúgó volt, aki a csapatjátékból kevésbé vette ki a részét.

### A válogatottban
1903-ban egy alkalommal szerepelt a magyar labdarúgó-válogatottban.

## Sikerei, díjai
- Magyar bajnokság
  - 2.: 1905

## Statisztika

### Mérkőzése a válogatottban
| Magyarország | Magyarország      | Magyarország    | Magyarország | Magyarország | Magyarország | Magyarország | Magyarország | Magyarország |
| #            | Dátum             | Helyszín        | Hazai        | Eredmény     | Vendég       | Kiírás       | Gólok        | Esemény      |
| ------------ | ----------------- | --------------- | ------------ | ------------ | ------------ | ------------ | ------------ | ------------ |
| 1.           | 1903. október 11. | Bécs, WAC-pálya | Ausztria     | 4 – 2        | Magyarország | barátságos   | -            |              |
|              | Összesen          |                 |              | 1            | mérkőzés     |              | 0            | gól          |